# Sheer Heart Attack Tour
Tournées par Queen
Queen II Tour 
 (1974) A Night at the Opera Tour 
 (1975-76)
Sheer Heart Attack Tour est une tournée du groupe britannique Queen organisée en 1974 et 1975 en promotion de l'album Sheer Heart Attack. Elle compte 76 concerts donnés au total,.

## Dates de la tournée
| Date                         | Ville               | Pays                 | Lieu                                |
| Europe                       | Europe              | Europe               | Europe                              |
| ---------------------------- | ------------------- | -------------------- | ----------------------------------- |
| 30 octobre 1974              | Manchester          | Angleterre           | Palace Theatre                      |
| 31 octobre 1974              | Hanley              | Angleterre           | Victoria Hall                       |
| 1er novembre 1974            | Liverpool           | Angleterre           | Liverpool Empire Theatre            |
| 2 novembre 1974              | Leeds               | Angleterre           | University Refectory                |
| 3 novembre 1974              | Coventry            | Angleterre           | Coventry Theatre                    |
| 5 novembre 1974              | Sheffield           | Angleterre           | Sheffield City Hall                 |
| 6 novembre 1974              | Bradford            | Angleterre           | St George's Hall                    |
| 7 novembre 1974              | Newcastle           | Angleterre           | Newcastle City Hall                 |
| 8 novembre 1974              | Glasgow             | Écosse               | The Apollo                          |
| 9 novembre 1974              | Lancaster           | Angleterre           | The Great Hall                      |
| 10 novembre 1974             | Preston             | Angleterre           | Preston Guild Hall                  |
| 12 novembre 1974             | Bristol             | Angleterre           | Colston Hall                        |
| 13 novembre 1974             | Bournemouth         | Angleterre           | Winter Gardens                      |
| 14 novembre 1974             | Southampton         | Angleterre           | Gaumont Theatre                     |
| 15 novembre 1974             | Swansea             | Pays de Galles       | Brangwyn Hall                       |
| 16 novembre 1974             | Birmingham          | Angleterre           | Birmingham Town Hall                |
| 18 novembre 1974             | Oxford              | Angleterre           | New Theatre                         |
| 19 novembre 1974             | Londres             | Angleterre           | Rainbow Theatre                     |
| 20 novembre 1974             | Londres             | Angleterre           | Rainbow Theatre                     |
| 23 novembre 1974             | Göteborg            | Suède                | Konserthus                          |
| 25 novembre 1974             | Helsinki            | Finlande             | Kulttuuritalo                       |
| 27 novembre 1974             | Lund                | Suède                | Olympen                             |
| 2 décembre 1974              | Munich              | Allemagne de l'Ouest | Theater an der Brienner Straße      |
| 4 décembre 1974              | Francfort           | Allemagne de l'Ouest | Palmengarten                        |
| 5 décembre 1974              | Hambourg            | Allemagne de l'Ouest | Musikhalle (de)                     |
| 6 décembre 1974              | Cologne             | Allemagne de l'Ouest | Sartory-Saal                        |
| 8 décembre 1974              | La Haye             | Pays-Bas             | Nederlands Congresgebouw            |
| 10 décembre 1974             | Bruxelles           | Belgique             | Théâtre 140                         |
| 13 décembre 1974             | Barcelone           | Espagne              | Palau dels Esports                  |
| Amérique du Nord             |                     |                      |                                     |
| 5 février 1975               | Columbus            | États-Unis           | Agora Ballroom                      |
| 7 février 1975               | Dayton              | États-Unis           | Palace Theatre                      |
| 8 février 1975 (2 concerts)  | Cleveland           | États-Unis           | Music Hall                          |
| 9 février 1975               | South Bend          | États-Unis           | Morris Civic Auditorium             |
| 10 février 1975              | Détroit             | États-Unis           | Ford Auditorium                     |
| 11 février 1975              | Toledo              | États-Unis           | Student Union Auditorium            |
| 14 février 1975              | Waterbury           | États-Unis           | Palace Theater                      |
| 15 février 1975 (2 concerts) | Boston              | États-Unis           | Orpheum Theatre                     |
| 16 février 1975 (2 concerts) | New York            | États-Unis           | Avery Fisher Hall                   |
| 17 février 1975              | Trenton             | États-Unis           | Trenton War Memorial Theater        |
| 19 février 1975              | Lewiston            | États-Unis           | Lewiston Armory                     |
| 21 février 1975              | Passaic             | États-Unis           | Capitol Theatre                     |
| 22 février 1975              | Harrisburg          | États-Unis           | State Farm Show Arena               |
| 23 février 1975 (2 concerts) | Philadelphie        | États-Unis           | Erlanger Theatre                    |
| 24 février 1975              | Washington          | États-Unis           | Kennedy Center Concert Hall         |
| 5 mars 1975                  | La Crosse           | États-Unis           | Sawyer Auditorium                   |
| 6 mars 1975                  | Madison             | États-Unis           | Dane County Coliseum                |
| 7 mars 1975                  | Milwaukee           | États-Unis           | Uptown Theatre                      |
| 8 mars 1975                  | Chicago             | États-Unis           | Aragon Ballroom                     |
| 9 mars 1975                  | Saint-Louis         | États-Unis           | Convention Hall                     |
| 10 mars 1975                 | Fort Wayne          | États-Unis           | Allen County War Memorial Coliseum  |
| 12 mars 1975                 | Atlanta             | États-Unis           | Municipal Auditorium                |
| 13 mars 1975                 | Charleston          | États-Unis           | Charleston Coliseum                 |
| 17 mars 1975                 | Miami               | États-Unis           | Miami Marine Stadium                |
| 18 mars 1975                 | La Nouvelle-Orléans | États-Unis           | St. Bernard Parish Civic Auditorium |
| 20 mars 1975                 | San Antonio         | États-Unis           | San Antonio Municipal Auditorium    |
| 23 mars 1975                 | Dallas              | États-Unis           | McFarlin Memorial Auditorium        |
| 25 mars 1975                 | Tulsa               | États-Unis           | Tulsa Municipal Theater             |
| 29 mars 1975 (2 concerts)    | Los Angeles         | États-Unis           | Santa Monica Civic Auditorium       |
| 30 mars 1975                 | San Francisco       | États-Unis           | Winterland Ballroom                 |
| 2 avril 1975                 | Edmonton            | Canada               | Kinsmen Field House                 |
| 3 avril 1975                 | Calgary             | Canada               | Stampede Corral                     |
| 6 avril 1975                 | Seattle             | États-Unis           | Paramount Northwest Theatre         |
| Asie                         |                     |                      |                                     |
| 19 avril 1975                | Tokyo               | Japon                | Nippon Budokan                      |
| 22 avril 1975                | Nagoya              | Japon                | Aichi Prefectural Gymnasium         |
| 23 avril 1975                | Kobe                | Japon                | Kokusai Kaikan Hall                 |
| 25 avril 1975                | Fukuoka             | Japon                | Fukuoka Kyuden Kinen Gymnasium      |
| 28 avril 1975                | Okayama             | Japon                | Kenritsu Taiikukan                  |
| 29 avril 1975                | Shizuoka            | Japon                | Yamaha Tsumagoi Hall                |
| 30 avril 1975                | Yokohama            | Japon                | Yokohama Cultural Gymnasium         |
| 1er mai 1975                 | Tokyo               | Japon                | Nippon Budokan                      |